# Isidor Philipp
Isidor Edmond Philipp (el primer nombre a veces aparece escrito Isidore[cita requerida]) (2 de septiembre de 1863-20 de febrero de 1958) fue un pianista, compositor y pedagogo francés descendiente de judíos húngaros. Nació en Budapest y murió en París.

## Biografía
Isidor Philipp estudió piano con Georges Mathias (un alumno de Frédéric Chopin y Friedrich Kalkbrenner) en el Conservatorio de París y ganó el Primer Premio en interpretación de piano en 1883. Otros de sus profesores incluyeron a Camille Saint-Saëns, Stephen Heller (un alumno de Carl Czerny, uno de los alumnos de Beethoven) y Théodore Ritter (un alumno de Franz Liszt). Como puede apreciarse entró en conocimiento de primera mano de tres de las más señaladas escuelas de interpretación pianística.
En el Conservatorio, conoció a su compañero estudiante Claude Debussy. Siguieron siendo amigos de por vida, y Philipp tocó a menudo sus composiciones. Después de la muerte de Debussy, Philipp fue considerado como la principal autoridad en su música de piano. Después de graduarse en el Conservatorio, Philipp comenzó una carrera que lo llevó a varios países europeos, y fue artista habitual en los conciertos de Colonne, Lamoureux y el Conservatoire en París. Pudo escuchar conciertos, recitales o clases magistrales de muchos de los principales pianistas del momento, incluidos Liszt y Anton Rubinstein, el máximo exponente de la escuela rusa de interpretación pianística en esos momentos. Conocía a Charles-Valentin Alkan y fue portador del féretro en el funeral de este último en 1888; posteriormente editó muchas de las obras de Alkan para su republicación.
En 1890, Philipp formó un trío con Loeb y Bertelier, que estuvo de gira durante aproximadamente una década. Revivió la Société des Instruments à Vent desde 1896 hasta 1901. Sin embargo, finalmente redujo sus conciertos, ya que encontró una satisfacción duradera en la enseñanza. Regresó al Conservatorio de París, donde fue un destacado profesor de piano desde 1893 hasta 1934, uno de los más jóvenes nombrados en esa institución. De 1921 a 1933, Philipp también fue el jefe de la sección de piano en el Conservatorio Americano de Fontainebleau, que se hizo famoso por comenzar las carreras de muchos compositores estadounidenses notables. Su hogar en París contenía muchos instrumentos antiguos y extraños y otros artefactos musicales. Cuando los nazis entraron en París en la Segunda Guerra Mundial y Philipp huyó a los Estados Unidos en 1940, los nazis confiscaron el contenido de su apartamento.
Se fue a los Estados Unidos en 1941 y enseñó en Nueva York y en L'Alliance Francais en Louiseville, Quebec, Canadá. Durante la guerra, enseñó piano en Nueva York y en el Conservatorio de música de Quebec en Montreal. Mientras estaba en Nueva York, dio recitales con el violinista John Corigliano, Sr. (Corigliano fue el concertino de toda la vida de la Filarmónica de Nueva York). Después de la guerra, pasó el resto de su vida entre Nueva York y París.
Philipp se casó una vez pero obtuvo el divorcio poco después. Philipp permitió que su nombre se asociara con el Instituto Bradley para Music Education Research, Ltd., que se fundó en París, en 1930, pero que se mudó a Niagara Falls, Ontario, Canadá, bajo la guía de su alumno Harold Bradley. El Instituto se dedicó no solo a enseñar música, sino también a documentar el vasto conocimiento de las tradiciones de enseñanza que Philipp había aprendido durante su larga vida. El amigo de Philipp, el violinista John Corigliano, Sr., fue uno de los directores originales. La pianista Grace Barnes y el violinista Deryck Aird sirvieron como maestros de música junto con Bradley durante varias décadas. Harold Bradley afirmó que Philipp no necesariamente siempre tomaba a los "mejores" estudiantes como sus alumnos. A veces, aceptaba a un estudiante que solo tenía unos pocos años de instrucción y que estaba en el nivel intermedio, y a menudo se negaba a enseñar incluso a pianistas de alto nivel. Para Philipp, el atributo más importante de un estudiante no era su nivel particular de logro, sino si era enseñable o no. Bradley dijo que Philipp a menudo podía contar la personalidad de un pianista simplemente escuchándolo tocar. Bradley creó un instituto (Bradley Institute of Music) que encarnaba las filosofías educativas de Isidor Philipp. El personal del instituto trabajó estrechamente con Philipp para crear una educación musical que funcionaba desde los niños en edad preescolar.
El 20 de marzo de 1955, con 91 años, interpretó el piano tanto en la Sonata en D menor de Saint-Saëns como en la Sonata para violín de César Franck en Nueva York, y regresó a París un año después. Dio su recital de despedida a la edad de 92 años, en París. Murió allí en 1958 después de una caída en el metro de París. Está enterrado en el cementerio de Père Lachaise.
En 1977, los archivos de Isidor Philipp fueron depositados en la Universidad de Louiseville por la American Liszt Society. Reúnen sus composiciones para el piano, sus ejercicios y estudios, sus ediciones de las obras de Franz Liszt, así como ejercicios, estudios y trabajos sobre otros compositores, grabaciones, correspondencia, fotografías y otros artefactos.
La lista de alumnos de Isidor Philipp que se convirtieron en notables pianistas, compositores o los directores es muy larga, e incluye a Stell Andersen, Dwight Anderson, Grace Barnes, Emma Boynet, Harold Bradley, John Buttrick, Serge Conus, Aaron Copland, Jeanne-Marie Darré, Pierre Dervaux, Ania Dorfmann, Rolande Falcinelli, Félix Fox, Jean Françaix, Henri Gagnon, Youra Guller, Georges Hugon, Fernando Laires, Malvina Leshock, Yvonne Loriod, Nikita Magaloff, Federico Mompou, Léo-Pol Morin, Guiomar Novaes, Ozan Marsh, Wilfrid Pelletier, Émile Poillot, Harrison Potter, el filósofo Albert Schweitzer, Phyllis Sellick, Soulima Stravinsky, Louise Talma, Alexander Tcherepnin, Beveridge Webster, y Victor Young Además, muchos prominentes y bien establecidos pianistas iban a buscar su asesoramiento, en particular sobre la reproducción de compositores franceses, que incluyen a Claude Debussy. Philipp a menudo defendió la nueva música a lo largo de su larga vida, y con frecuencia editó las obras de compositores contemporáneos, como Serguéi Prokófiev y Maurice Ravel. Estaba cerca como amigo, con muchos de los principales pianistas y compositores de su época, incluyendo a Leopold Godowsky, Ferruccio Busoni, Josef Hoffmann, Ignacy Jan Paderewski, Alfred Cortot, Béla Bartók, Nadia Boulanger, Jules Massenet, Cécile Chaminade, Gabriel Fauré y Charles-Marie Widor, entre otros.

## La tradición de Chopin
Philipp comenzó sus clases de piano con George Mathias a los 16 años. En una entrevista con E.H. Lampard, columnista de St. Catharine's Standard, Harold Bradley, alumno y asociado de Philipp durante más de 30 años, afirmó que fue Mathias quien había sido el único alumno de Chopin que absorbió toda la sabiduría y el valor de la pedagogía del piano, que Chopin se había desarrollado a lo largo de su vida. "La fama de Chopin como compositor ha oscurecido el hecho de que fue el primer y más grande nombre en adoptar la carrera de la enseñanza del piano como profesión. Creó una filosofía completamente nueva de pensamiento musical, y fue el primer músico de estatura suficiente para poder penetrar en el pensamiento de los compositores de teclado que le precedieron hasta el punto de ver los méritos individuales de cada uno. Por lo tanto, amplió las dimensiones de la enseñanza del piano hasta el punto de que todo el concepto de educación musical se vio afectado".
Como la mayoría de los estudiantes de Chopin eran amateurs o murieron temprano, Mathias era el único que podía transmitir este legado. Bradley continuó: "Esto no debe confundirse con la mera ejecución de las propias composiciones de Chopin, sino una apreciación del arte de los compositores de teclado hasta su tiempo y el genio para aplicar este conocimiento. Después de la muerte de Chopin, fue Mathias quien fue capaz de proporcionar información para la publicación completa de sus composiciones, pero también sintió la obligación de preservar la contribución que Chopin había hecho como profesor y artista. Mathias a su vez entrenó a jóvenes pianistas, pero resultó ser Isidor Philipp el mejor equipado para trasmitir la filosofía de la enseñanza de Chopin, Philipp trabajó con Mathias para que este último trabajara con Chopin. A la edad de 30 años, debido a sus estudios con Mathias y otros maestros prominentes, Philipp fue reconocido como la autoridad suprema del piano y su literatura."

## Estilo
En las entrevistas, sus alumnos lo recuerdan con mucho afecto y comentan acerca de sus maneras gentiles y pacientes como maestro. Los estudiantes comentaron que él enfatizaba la flexibilidad, firmeza, exactitud rítmica y articulación. Insistió en practicar con el metrónomo, primero lentamente, luego incrementalmente más rápido para todos los ejercicios técnicos y para aprender cualquier pieza nueva. Enseñó que las octavas se deben tocar desde la muñeca, con un brazo inmóvil, y que los dedos deben alcanzar verdadera independencia el uno del otro. Como otros grandes maestros, no tenía un 'sistema', pero enseñó lo que el alumno necesitaba en ese momento. Paul Loyonnet declaró que sus ideales eran la velocidad y la sobriedad de la expresión. En cuanto a las interpretaciones, enfatizó que el estudiante debe conocer la obra de manera intima y completa antes de poder tocarla adecuadamente, pero no forzó ninguna interpretación particular.
El repertorio de Philipp fue amplio, desde los primeros maestros del teclado hasta los compositores contemporáneos. Creía que cada pianista debería estar versado en todos los estilos y épocas del piano, y no se avergonzaba de interpretar a Bach u otros compositores primitivos en un piano moderno. Uno de sus puntos de enseñanza fue que los pianistas deberían tocar cualquier pieza de música de la manera que el compositor pretendía, y buscar lo que el compositor quería es a menudo un proceso de toda la vida. No obstante, cada pianista debe tener sus propios puntos de vista sobre las piezas y no copiar lo que otro ha hecho.
Philipp escribió: "La calidad más deseable en la ejecución de piano es el tono. Se debe trabajar el tono desde el principio, y el alumno debe escucharlo con atención. Para producir un tono hermoso, dijo Thalberg, 'uno debería de alguna manera amasar el teclado con una mano de terciopelo, la llave es más bien sentida que golpeada". Es esencial para mantener la mayor relajación en los brazos, muñecas y manos". Fernando Laires dijo que Philipp insistió en que la música y el tono deberían surgir desde lo más profundo del piano, sin tocar el teclado, y con eso quería decir que debía penetrar en el alma de uno, no en la punta de los dedos.
Rubato, escribió Philipp, no significa jugar fuera de tiempo, sino más bien, "cualquier ritenuto que nos pueda obligar a hacer, debe ser compensado por un acelerando correspondiente y también lo contrario, manteniendo el bajo exactamente al mismo tiempo". Aunque Philipp aborrecía las distorsiones en la interpretación de piezas, creía que "incluso cuando se observan exactamente todos los signos interpretativos, queda un amplio margen para la autoexpresión y la libertad. Debes estar viviendo y sintiendo el drama o el poema o la pieza que tocas, en todas sus inflexiones y tonos de emoción. Lo que no sientas tú mismo, tus oyentes no lo obtendrán. Debes estar completamente absorto en la interpretación".
Cuando su amigo Claude Debussy estaba componiendo nuevas piezas para piano, a menudo le pedía a Philipp consejos sobre la notación para que los pianistas pudieran entender mejor sus matices y su enfoque. Después de una considerable deliberación, ambos decidieron que casi ninguna marca de pedal debería usarse en ninguna de las piezas publicadas. Su razonamiento es que cada piano es diferente en calidad, cada sala es diferente en tamaño y resonancia, y cada pianista tiene diferentes capacidades. Encajar una forma de pedaleo para cubrir todas las circunstancias posibles ubicaría la notación de pedaleo por encima de los efectos que Debussy deseaba lograr. Por lo tanto, decidieron que el pedaleo se debe observar solo donde sea absolutamente necesario, y le dieron discreción al pianista para usarlo según sea necesario. Aunque algunos pianistas a menudo han abusado de esto para nublar las armonías o lograr un sonido muy seco, sigue siendo un punto de discusión para cada pianista que opta por tocar el piano de Debussy.

## Composiciones, ediciones de piano y grabaciones
Sus composiciones incluyen Rêverie mélancolique y Sérénade humoristique para orquesta, un Concertino para tres pianos (que se ha interpretado recientemente en los Estados Unidos), The Fantasmorgories Suite, Suite para dos pianos, 6 Concert Studies  sobre los Estudios de Chopin, Concert Étude after Chopin's Minute Waltz, 2 Valse-Caprices en Themes of Schubert, 4 Valse-Caprices sobre temas de Strauss, y arreglos y transcripciones como Scherzo a partir de Felix Mendelssohn, A Midsummer Night's Dream para dos pianos, y un gran número de obras de Bach transcritas para uno o dos pianos. Su composición Feux-Follets (de "Pasteles para piano", n. ° 3) fue grabada por su alumna Guiomar Novaes, una pianista brasileña. Escribió una cantidad considerable de transcripciones para la mano izquierda. Las composiciones y transcripciones de Philipp a menudo requieren un alto grado de destreza de los dedos y ligereza de contacto, y le gustaba trabajar en sucesiones rápidas de dobles tercios, cuartos y octavas en muchas de sus piezas. La Suite para la mano izquierda de Leopold Godowsky estaba dedicada a Isidor Philipp.
Es conocido por sus ejercicios técnicos y obras educativas. Además, publicó una antología de música francesa desde el siglo XVII hasta el final del siglo XIX. Fue colaborador habitual de las revistas The Étude, Le Ménéstral, The Musician y Le Courrier Musical, y publicó varios libros cortos sobre técnica, entre ellos "Some Thoughts on Piano Playing". Es principalmente conocido por su publicación de "The Complete School of Piano Technique", publicado por Theodore Presser.
También editó música de Albéniz, Alkan, Bizet, Chabrier, Chaminade, Couperin, Debussy, Delibes, Dvořák, Fauré, Franck, Godard, Gouvy, d'Indy, Kabalevsky, Khachaturian, Lully, Massenet, Mozart, Pierné, Prokófiev, Pugno, Rajmáninov, Rameau, Ravel, Saint-Saëns, Scarlatti, Schumann, Widor y otros. La mayoría de estos trabajos editados, especialmente los conciertos de piano, siguen siendo las interpretaciones estándar hoy en día y no se han mejorado o actualizado.
Philipp grabó varias obras de su maestro Saint-Saëns: éstas incluyen música de cámara y el Scherzo para dos pianos, con su asistente Marcelle Herrenschmidt (1895-1974). [22] Además, grabó la Sonata para violín n.º 1 de Saint-Saëns y las Sonatas para violonchelo números 1 y 2 para el sello Pearl, así como una colección de sus propias obras y obras de maestros italianos del renacimiento. Existe una grabación de Philipp tocando el piano en el 5º Concierto de Brandenburgo de Bach, que fue emitido por la Orquesta Sinfónica de la NBC a principios de la década de 1930 y se grabó en la radio.
Se puede escuchar a Philipp tocando la Sonata para violín en re menor, op. 75 de Saint-Saëns. Además, se puede escuchar el primer movimiento del Concierto para piano n. ° 19 de Mozart en fa mayor, K. 459, que probablemente sea una emisión de radio hecha cuando tenía 90 años. También grabó con Marcelle Herrenschmidt el Scherzo para dos pianos, op. 87 de Saint-Saëns.